# Арутюнов, Серафим Христофорович
Серафим Христофорович Арутюнов (1848—1911) — российский предприниматель, газетчик и журналист.

## Биография
Родился в 1848 году в г. Нахичевани-на-Дону. Отец его имел аптекарский магазин, приносивший небольшой доход.
Первоначальное образование получил в армянском училище в Нахичевани-на-Дону и, обнаружив недюжинные способности, был направлен в Феодосию, где поступил в среднеучебное заведение Халибова. Окончив здесь курс учения, Арутюнов отправился в Москву, где окончил Университет и оттуда перешёл для завершения образования в лицей Безбородко.
Ко времени его пребывания в Московском университете относится и начало его журнальной работы в одной из столичных газет. В 1871 году С. Х. Арутюнов уже был кандидатом на судебной должности при Московской Судебной Палате. Несколько позже он переходит в Петербургский округ. Однако судебная деятельность его не удовлетворяет и в нём пробуждается жажда общественной деятельности.
Арутюнов оставляет Петербург и переезжает в Нахичевань-на-Дону, где работает в разных комиссиях при городской управе. В 1873 году он избирается секретарем городской управы, а в 1876 году становится гласным думы и эту обязанность несёт до конца жизни.
Вместе с тем Арутюнов занимался филантропической деятельностью и в этом направлении создал целый ряд учреждений — ему обязаны своим возникновением Гогоевское училище (преобразованное позже в гимназию), армянское Ремесленное училище и целый ряд различных благотворительных обществ, среди которых первое место занимает Церковное Попечительство о бедных армянах в г. Ростове-на-Дону.
Рядом с его общественными заслугами идут и его заслуги, как журналиста и газетчика. Как газетный издатель, С. Х. Арутюнов в мае 1889 года ходатайствует о новой газете «Южный Листок», но это ему не было разрешено, и издание не состоялось. Тогда он покупает в 1891 году у Ф. К. Тратилина ростовскую газету «Донское Поле» и преобразовывает её в «Приазовскій Край», который быстро вырастает в большую газету Области Войска Донского. В 1892 году Арутюнову было разрешено расширить программу газеты и выпускать её ежедневно.
В 1893 году Серафим Христофорович был утверждён редактором газеты и получил разрешение выпускать по воскресеньям приложения к ней. Взявшись за сложное и ответственное дело редакторства, он вложил в него массу энергии и труда, проявляя корректность и лояльность.
Умер в 1911 году, похоронен в родном городе.